# Plateaux centraux
Les Plateaux centraux (en anglais : Central Tablelands) sont une région de Nouvelle-Galles du Sud en Australie située entre la région de Sydney et les versants et plaines du Centre-Ouest. 
Cette zone et notamment les Montagnes bleues fait partie de la cordillère australienne.
Les principales villes de la région sont Springwood, Katoomba, Lithgow, Orange, Mudgee, Bathurst, Blackheath, Gulgong, Wellington, Obéron et Cowra. 
La région est accessible par la Great Western Highway, la Golden Highway, la Castlereagh Highway et la Mid-Western Highway. Elle est également accessible par train depuis la gare centrale de Sydney en prenant la ligne des Blue Mountains du Sydney's City Rail Network. Tous les trains s'arrêtent à Lithgow mais des bus sont disponibles pour aller plus loin.